# シャールヴィ

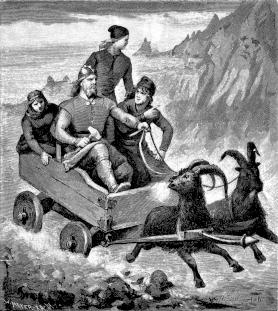
『古エッダ』の、19世紀にスウェーデンで出版された版より。山羊に牽かれる箱車にトールと共に乗っているのはシャールヴィ、レスクヴァ、ロキであろう。

シャールヴィ（古ノルド語: Þjálfi）は、北欧神話に登場するアースガルズの住人（人間）。スィアールヴィ、シアルフィ、シアルヴィ、、チアルフ、チャールヴィ、シアールフィとも。なお詩人エイリーヴはシャールヴィ（チャールヴィ）を「ヴロスカの弟」というケニングで呼んでいる。
シャールヴィの実家は農家であった。トールとロキがウートガルズへの遠征の際に彼の家に立ち寄ったときにトールのヤギであるタングリスニとタングニョーストの肉を食べる機会を得る。その際、骨を損傷しないようトールから指示されたにもかかわらず、髄が好物だったため、骨を割って髄を食べてしまい、ヤギの脚に障害を与えてしまう。それがトールの激昂を招くが、父母ともども謝罪する姿を見て彼は怒りを解き、シャールヴィが妹レスクヴァとともにトールの従者としてウートガルズへ赴くことで許した。これ以後、二人はずっとトールに付き従うこととなった。（『スノッリのエッダ』第一部『ギュルヴィたぶらかし』第44章による）
俊足であるが、ウートガルザ・ロキによってフギ（ウートガルザ・ロキの思考）と競走をすることとなり、完敗を喫する。（『ギュルヴィたぶらかし』第46章による）
また、トールがフレーセイという島で女性のベルセルクを斃した折には、鉄棒を振り回して反撃してくる彼女たちに追い払われてしまった。（『古エッダ』の『ハールバルズルの唄』第37-39節による）
しかしながら、スカルド詩『トール讃歌』においては、トールとシャールヴィが巨人ゲイルロズの館へ赴く途中、困難を乗り越えて海を渡った勇敢さが語られる。
また、巨人に囲まれても2人が敏速に逃れる様が描写される。
さらに、トールがフルングニルと決闘をした際には、フルングニルに駆け寄って「地中からトールが攻めてくるから楯を伏せたほうがいい」などと嘘を言い、まんまと彼を無防備にしてしまう。また、霜の巨人たちが応援のため差し向けた巨大な土人形、モックルカールヴィを破壊するなど、活躍ぶりを見せる。（第二部『詩語法』による）
なお、この土人形破壊のエピソードについては次のような推論がある。すなわち、神話はしばしば劇として上演されることがあり、この物語を上演する際にはフルングニルに見立てた土人形をトールに扮した神官が破壊する場面があって、それが神話をまとめる過程でシャールヴィの活躍として神話に入り込んだのではないか、という解釈である。